# Nouveau paradigme
« Nouveau paradigme » est une expression de la seconde moitié du XXe siècle et du début du XXIe siècle utilisée par des auteurs populaires, et notamment vulgarisée dans des magazines, invitant à une nouvelle représentation du monde dans les domaines les plus divers, management, alimentaire, économie, religion, société. Le concept a été abondamment repris dans le courant New Age.

## Description
Les nouveaux paradigmes, qui participent d'une sorte de « réenchantement du monde », entendent se démarquer des « anciennes » visions matérialistes et déterministes inspirées par la science, dont les limites jadis identifiées comme telles seraient, pour les auteurs suscités, désormais dépassées. La remise en cause du déterminisme par la théorie du chaos ou encore la vision « holographique » de la réalité qu'inspirent les fractales, sont des exemples de ce que l'on range communément dans les nouveaux paradigmes. Les notions de matière, réalité, vie, intelligence, pensée, vérité... sont des exemples de concepts changeants au gré de l'évolution des paradigmes.

## Nouveaux paradigmes revendiqués
- Le « capitalisme inclusif » a été décrit comme un nouveau paradigme[6].